# Letališče Cà Mau
Letališče Cà Mau (IATA: CAH, ICAO: VVCM) (vietnamsko Sân bay Cà Mau) je majhno letališče v provinci Cà Mau, najjužnejšem delu Vietnama. Letališče trenutno oskrbuje družba Vietnam Aviation Service Company (VASCO) z leti v Hošiminh (mednarodno letališče Tan Son Nhat, SGN). Koordinate so: 105°10'46" V in 09°10'32" S.

## Zgodovina
Prvotno so ga zgradili francoski kolonisti kot letališče Moranc v mestu Quản Long v provinci An Xuyên (zdaj mesto Cà Mau) z vzletno-pristajalno stezo dolžine 400 m in širine 16 m.
Junija 1962 je Urad za letalstvo Republike Vietnam obnovil to letališče na območju 91,61 hektarjev, vzletno-pristajalno stezo 1050 m x 30 m, ploščad 60 m x 120 m in ga preimenoval v letališče Quan Long (Phi trường Quản Long).
To letališče je bilo uporabljeno predvsem v vojaške namene, saj so služili helikopterjem, lovcem L19, OV10, Dakota, C130 in nekaterim drugim. V sušnem obdobju leta 1972 so vzletno-pristajalno stezo in ploščad preplastili z asfaltom.
Aprila 1975, po padcu Sajgona, so letališče nadzorovale komunistične sile. Od leta 1976 do 1978 je bilo to letališče uporabljeno samo za vojaške dejavnosti.
30. aprila 1995 je to letališče oživilo civilne lete z AN2 VF808. Državne službe so se nadaljevale, vendar z nizkim dobičkom. Od leta 1997 so civilni redni leti zaradi nizkega prometa prekinjeni, ostali so le čarterski leti. 30. aprila 1996 je bil stari terminal prenovljen. Julija istega leta je bilo letališče opremljeno s sistemom za natančno instrumentalno pristajanje NDB 500II in rezervnim generatorjem.
13. decembra 2003 se je začela gradnja novega terminala. Terminal ima površino 1548 m², od tega tlorisna površina 1548 m², viseča površina 878 m².
Leta 2004 je bilo na tem letališču oskrbljenih 398 premikov letal z 8975 potniki, 41.583 kg tovora. Leta 2005 je bilo na tem letališču opravljenih 791 premikov letal s 24.324 potniki in 125.341 kg tovora.
Vietnamska vlada je odobrila načrt prenove tega letališča, v skladu s katerim se bo vzletno-pristajalna steza do leta 2015 podaljšala na 1900 m x 30 m, ki bo lahko sprejela 2 srednje veliki letali hkrati, 150 potnikov na uro ali 200.000 potnikov na leto. Od leta 2015 je bila zgrajena še ena vzletno-pristajalna steza 2400 m x 45 m, ki lahko sprejme 4 srednje velika letala (npr. Airbus 320) hkrati s 300.000 potniki letno.
V letu 2021 se je vzletno-pristajalna steza, vozna steza in letališka ploščad nadaljevala z nadgradnjo in razširitvijo, tako da bo vzletno-pristajalna steza dosegla dolžino 2300 m, širino 35 m. Pristajala bodo letala E190LR, E195 in enakovredna.
Letališče Cà Mau bo v obdobju 2025–2030 letalo razreda 4C, zgrajeno bo nova vzletno-pristajalna steza 3800 m x 50 m, ki bo zagotavljala delovanje letal A321/A330/B777/B767 in enakovredno številu letal, ki sprejemajo ob konicah, 15. Število sprejetih potnikov je 16 milijonov potnikov/leto, število potnikov v prometnih konicah je 4000 potnikov/konico.
V obdobju 2025 - 2035 bo to letališče ohranilo obseg civilnega letališča 4E, vendar povečalo projektirano zmogljivost na 40 milijonov potnikov/leto.

## Lastnoati
Letališče Cà Mau je satelitsko letališče, ki pripada grozdu južnih letališč. To je letališče civilnega letalstva stopnje 3C, ki lahko sprejme letala, kot so ATR-72, AN-2, MI-17, KingAir B200 in druga letala z enakovredno vzletno tonažo.

## Letalske družbe in destinacije
- Vietnam Air Services Company (Hošiminh)